# HENNGE
HENNGE株式会社（へんげ、英: HENNGE K.K.）は、東京都渋谷区南平台町に本社を置く日本のSaaS企業。

## 概要
HENNGEは1996年にホライズン・デジタル・エンタープライズとして創業された企業。2011年に電子メールのSaaSを開始して以降、クラウド化を進め、クラウドセキュリティ事業を手掛け、クラウドコンピューティングでのID管理サービスなどを提供する。2019年東京証券取引所マザーズに上場。

## 沿革
- 1996年 東京都三鷹市でホライズン・デジタル・エンタープライズを設立[7]。
- 2007年 HDEに商号を変更し、本社を渋谷区南平台町に移転[7]。
- 2016年 台湾に台灣惠頂益股份有限公司を設立[7][8]。
- 2019年 HENNGEに商号を変更し、東京証券取引所マザーズに上場[7]。